# Чередняк, Максим Матвеевич
Макси́м Матвее́вич Чередня́к (1883—?) — анархист, участник махновского движения, командир отряда и командир Екатеринославского пехотного полка.

## Биография
Родился в еврейской семье в Гродно 1883 году. По профессии — парикмахер. В 1904—1905 годах — сподвижник белостоцкого анархиста, «безначальцев» Стриги, участвовал в террористических актах в Беларуси и Польши. С 1907 года жил в Америке и Франции.
В 1917 году организовал в Макеевке шахтёрский анархистский боевой отряд, во главе которого участвовал в боях с донскими казаками и немецкими войсками.
В декабре 1918 года отряд Чередняка принял участие в общем наступлении красных войск на Украине, 2 января 1919 года вместе с отрядом левого эсера Саблина первым вошёл в Харьков. Через несколько дней отряд был разоружён по приказу Украинского Советского правительства, а Чередняк арестован.
После освобождения весной 1919 года присоединился к махновскому движению: командир полка бригады Махно, затем — начальник отдела формирования при штабе бригады, начальник контрразведки в Бердянске.
В октябре 1919 года махновский штаб направил с заданием разрушать деникинские тылы отряды Сыроватского и Чередняка.
В июне 1919 года пленный белыми в Гуляй-Поле. Подвергнут пыткам, но сумел бежать.
В 1922 году был арестован органами ОГПУ, 11 мая 1923 года был осуждён на два года ссылки в Нарым.
С окончанием срока ссылки эмигрировал, в 1930 году — участник анархического движения за рубежом.